# Pollák György
Pollák György (Budapest, 1929. április 26. – 2001. június 29.) matematikus.

## Életútja
Édesapja, Pollák László karmesterként dolgozott vidéki színházaknál. Anyja Knöpfler Margit volt. Szülei hatéves korában elváltak, innentől apja nővére és annak férje nevelte. 1944-ben szüleit és családtagjait deportálták, nevelőszülei kivételével, csak egyik nagynénje tért vissza.
Az elemi iskolai és gimnáziumi tanulmányait Budapesten végezte, a Kölcsey Ferenc Gimnáziumban tett érettségi vizsgát. Gimnazistaként már magántanítással foglalkozott, mivel nehéz anyagi körülmények között élt. 1947-ben első helyezést ért el a Kürschák József Matematikai Versenyen. Egy évig a Pázmány Péter Tudományegyetemen tanult matematika-fizika szakos tanárnak, majd ösztöndíjjal került a Szovjetunióba, Kazanyba, ahol 1953-ban végzett matematikus szakon.
Miután  hazatért, Szegeden tanársegéd, később Rédei László aspiránsa lett. 1953 és 1958 között az Algebra és Számelmélet Tanszék tagja volt, ezután az MTA Matematikai Kutatóintézetéhez került, ahol mint tudományos főmunkatárs az Algebra és Számelmélet Tanszék kutatási és oktatási tevékenységében közreműködött. 1961-ben a matematikai tudományok kandidátusa, 1968-ban címzetes egyetemi docens lett. 48 éven keresztül tanította a szegedi Bolyai Intézetben.
1956-ban nősült meg, házasságából két gyermeke született. Az 1960-as években több televíziós vetélkedőn is részt vett.
Rédei Lászlóval együtt írt cikkei indították el a magyarországi félcsoportelméleti vizsgálatokat. Megalakította a Jövendő Értelmiségiek Körét az Ortutay Kollégiumban, ahol a középiskolás tanulók helyi és fővárosi értelmiségiekkel folytathattak beszélgetéseket. A rendszerváltás idején aktív közéleti tevékenységet is folytatott a demokráciáért illetve annak védelmében. Jelentek meg újságcikkei, gyűjtött aláírásokat, vitaesteket szervezett és demonstrációkon szónokolt.
Kutatási területei a félcsoportelmélet és univerzális algebra voltak. Tudományos publikációnak száma: 37.
2001. július 13-án helyezték örök nyugalomra.